# Bheemunipatnam
Bheemunipatnam (anche Bhimunipatnam o Bimlipatam) è una suddivisione dell'India, classificata come municipality, di 44.156 abitanti, situata nel distretto di Visakhapatnam, nello stato federato dell'Andhra Pradesh. In base al numero di abitanti la città rientra nella classe III (da 20.000 a 49.999 persone).

## Geografia fisica
La città è situata a 17° 52' 60 N e 83° 25' 60 E e ha un'altitudine di 51 m s.l.m..

## Società

### Evoluzione demografica
Al censimento del 2001 la popolazione di Bheemunipatnam assommava a 44.156 persone, delle quali 21.657 maschi e 22.499 femmine. I bambini di età inferiore o uguale ai sei anni assommavano a 4.890, dei quali 2.367 maschi e 2.523 femmine. Infine, coloro che erano in grado di saper almeno leggere e scrivere erano 26.489, dei quali 14.429 maschi e 12.060 femmine.